# Depolaryzujące środki zwiotczające
Depolaryzujące środki zwiotczające, pseudokuraryny, leptokuraryny – leki zwiotczające o depolaryzacyjnym mechanizmie działania, syntetyczne substancje blokujące zdolność prawidłowej reakcji mięśni szkieletowych na pobudzenie nerwowe, wywołujące w konsekwencji zwiotczenie mięśni. Są używane w anestezjologii do paraliżowania mięśni podczas operacji, podczas nastawiania zwichnięć i złamań oraz w niektórych zabiegach diagnostycznych (na przykład endoskopii).
Przedstawicielem tych środków jest chlorek suksametoniowy – dużo stabilniejsza od acetylocholiny pochodna choliny, powoli rozkładana przez acetylocholinoesterazę.

## Mechanizm działania
Pseudokuraryny działają na poziomie płytki motorycznej. Łączą się z obecnymi w mięśniu receptorami dla acetylocholiny, wywołując pobudzenie podobnie jak ona, jednak utrzymujące się znacznie dłużej. W normalnych warunkach wydzielona acetylocholina dostaje się do mięśniowych receptorów i, łącząc się z nimi, wywołuje skurcz mięśnia, po czym jest od razu rozkładana przez acetylocholinoesterazę – skurcz ustępuje, a mięsień jest ponownie wrażliwy na pobudzenie. W obecności pseudokuraryn pobudzenie trwa o wiele dłużej: tak długo jak lek pozostaje w połączeniu z receptorem. Początkowo po podaniu leku mięsień się kurczy (widać jego drżenie, tzw. drżenie pęczkowe - fascykulacje), lecz po pewnym czasie wiotczeje i nie może być dalej pobudzany (nie dochodzi do repolaryzacji błony komórkowej).
Pseudokuraryny są zatem agonistami acetylocholiny.
Inhibitory acetylocholinoesterazy stosowane jako odtrutka w zatruciach kurarynami pogłębiają i przedłużają działanie pseudokuraryn.